# Dia internacional per protegir l'educació dels atacs
El Dia Internacional per protegir l'educació dels atacs és una celebració internacional establerta per una decisió unànime de l'Assemblea General de les Nacions Unides el 2020. Té lloc el 9 de setembre de cada any. La jornada vol posar l'atenció sobre els atacs a estudiants, professors i institucions educatives durant els conflictes armats, l'ús de les escoles amb finalitats militars, així com els esforços encaminats a promoure i protegir el dret a l'educació i facilitar la continuació de l'educació en els conflictes armats, incloent-hi la Declaració d'Escoles Secures.
UNICEF (l'agència dels drets dels infants de les Nacions Unides) i la UNESCO (l'Organització de les Nacions Unides per a l'Educació, la Ciència i la Cultura) van participar per facilitar la celebració d'aquesta jornada.
La resolució que proclama el Dia va ser presentada per Qatar i copatrocinada per 62 països.
El dia després de la seva aprovació el Consell de Seguretat de les Nacions Unides va celebrar un debat obert per parlar de la protecció d'estudiants, professors i escoles en temps de conflicte armat, i sota el lideratge de Níger, va emetre la seva primera declaració presidencial dedicada exclusivament a protegir l'educació dels joves dels atacs.